# 201
Het jaar 201 is het 1e jaar in de 3e eeuw volgens de christelijke jaartelling.

## Gebeurtenissen

### Italië
- In Rome overlijdt Claudius Galenus, Grieks-Romeinse arts, hij beschrijft in zijn boeken de westerse geneeskunde en zijn systeem wordt in de medische wetenschap bijna 1500 jaar gevolgd.

### Klein-Azië
- In Edessa (Anatolië, huidige Turkije), wordt de eerste melding van een kerk (Grieks: kyriakon = "Huis des Heren") gemaakt.

## Geboren
- Gaius Messius Quintus Decius, keizer van het Romeinse Keizerrijk (overleden 251)

## Overleden
- Claudius Galenus, Romeins arts en filosoof (waarschijnlijke datum)